# جيرني (فرقة)

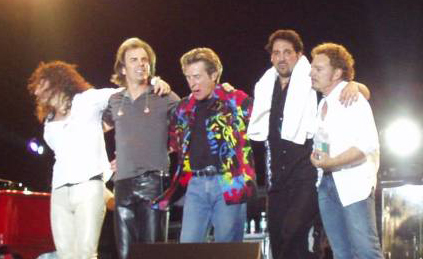
جيرني في عام 2002

جيرني هي فرقة موسيقى الروك الأمريكية التي تشكلت في سان فرانسيسكو في عام 1973، وتتألف من أعضاء سابقين في سانتانا وفرونتير. مرت الفرقة بعدة مراحل. حدث أقوى نجاح تجاري بين عامي 1978 و1987 عندما كان ستيف بيري المنشد الرئيسي. خلال تلك الفترة أصدرت الفرقة سلسلة من الأغاني الناجحة، بما في ذلك «لا تتوقف عن الإيمان» (1981)، والتي أصبحت في عام 2009 الأكثر مبيعًا في تاريخ iTunes بين الأغاني التي لم تصدر في القرن الحادي والعشرين.
وصل ألبوم الاستوديو الرئيسي «هروب»، وهو السابع والأكثر نجاحًا في الفرقة إلى المرتبة الأولى على Billboard 200 وأنتج أغنية أخرى من أغنياتهم الفردية الأكثر شعبية، "Open Arms". كان ألبوم المتابعة لعام 1983 فرونتير ناجحًا تقريبًا في الولايات المتحدة، حيث وصل إلى المرتبة الثانية وأنتج عدة أغاني فردية ناجحة؛ وسعت نطاق جاذبية الفرقة في المملكة المتحدة حيث وصلت إلى المرتبة 6 على مخطط ألبومات المملكة المتحدة.
استمتعت فرقة جيرني بلم شمل ناجح في منتصف التسعينيات ثم أعادت تجميعها لاحقًا مع سلسلة من المطربين الرئيسيين.

## روابط خارجية
- جيرني على موقع IMDb (الإنجليزية)
- جيرني على موقع الموسوعة البريطانية (الإنجليزية)
- جيرني على موقع ميوزك برينز (الإنجليزية)
- جيرني على موقع رولينغ ستون (الإنجليزية)
- جيرني على موقع أول ميوزيك (الإنجليزية)
- جيرني على موقع ديسكوغز (الإنجليزية)

- الموقع الرسمي
- Journey's Official Site @ Legacy Records
- Journey على مشروع الدليل المفتوح
- The Journey Zone